# Hurtigløb på skøjter under vinter-OL 2014
Konkurrencerne i hurtigløb på skøjter under vinter-OL 2014 blev afholdt i Adler Arena i Sotji mellem 8. og 22. februar 2014.

## Medaljevindere

### Mænd
| Disciplin       | Guld                                                         | Guld     | Sølv                                                            | Sølv     | Bronze                                                              | Bronze   |
| --------------- | ------------------------------------------------------------ | -------- | --------------------------------------------------------------- | -------- | ------------------------------------------------------------------- | -------- |
| 500 m           | Michel Mulder                                                | 69,312   | Jan Smeekens                                                    | 69,324   | Ronald Mulder                                                       | 69,46    |
| 1000 m          | Stefan Groothuis                                             | 1:08,39  | Denny Morrison                                                  | 1:08,43  | Michel Mulder                                                       | 1:08,74  |
| 1500 m          | Zbigniew Bródka                                              | 1:45,006 | Koen Verweij                                                    | 1:45,009 | Denny Morrison                                                      | 1:45,22  |
| 5000 m          | Sven Kramer                                                  | 6:10,76  | Jan Blokhuijsen                                                 | 6:15,71  | Jorrit Bergsma                                                      | 6:16,66  |
| 10000 m         | Jorrit Bergsma                                               | 12:44,45 | Sven Kramer                                                     | 12:49,02 | Bob de Jong                                                         | 13:07,19 |
| Holdkonkurrence | Holland (NED) · Jan Blokhuijsen · Sven Kramer · Koen Verweij | 3:37,71  | Sydkorea (KOR) · Joo Hyong-jun · Kim Cheol-min · Lee Seung-hoon | 3:40,85  | Polen (POL) · Zbigniew Bródka · Konrad Niedźwiedzki · Jan Szymański | 3:41,94  |

### Kvinder
| Disciplin       | Guld                                                                            | Guld    | Sølv                                                                                              | Sølv    | Bronze                                                                                  | Bronze  |
| --------------- | ------------------------------------------------------------------------------- | ------- | ------------------------------------------------------------------------------------------------- | ------- | --------------------------------------------------------------------------------------- | ------- |
| 500 m           | Lee Sang-hwa                                                                    | 74,70   | Olga Fatkulina                                                                                    | 75,06   | Margot Boer                                                                             | 75,48   |
| 1000 m          | Zhang Hong                                                                      | 1:14,02 | Ireen Wüst                                                                                        | 1:14,69 | Margot Boer                                                                             | 1:14,90 |
| 1500 m          | Jorien ter Mors                                                                 | 1:53,51 | Ireen Wüst                                                                                        | 1:54,09 | Lotte van Beek                                                                          | 1:54,54 |
| 3000 m          | Ireen Wüst                                                                      | 4:00,34 | Martina Sábliková                                                                                 | 4:01,95 | Olga Graf                                                                               | 4:03,47 |
| 5000 m          | Martina Sábliková                                                               | 6:51,54 | Ireen Wüst                                                                                        | 6:54,28 | Carien Kleibeuker                                                                       | 6:55,66 |
| Holdkonkurrence | Holland (NED) · Marrit Leenstra · Jorien ter Mors · Ireen Wüst · Lotte van Beek | 2:58,05 | Polen (POL) · Katarzyna Bachleda-Curuś · Katarzyna Woźniak · Luiza Złotkowska · Natalia Czerwonka | 3:05,55 | Rusland (RUS) · Olga Graf · Jekaterina Lobysjeva · Julija Skokova · Jekaterina Sjichova | 2:59,73 |

## Medaljetabel
| Plac. | Land     | Guld | Sølv | Bronze | Total |
| ----- | -------- | ---- | ---- | ------ | ----- |
| 1.    | Holland  | 8    | 7    | 8      | 23    |
| 2.    | Polen    | 1    | 1    | 1      | 3     |
| 3.    | Sydkorea | 1    | 1    | 0      | 2     |
| 3.    | Tjekkiet | 1    | 1    | 0      | 2     |
| 5.    | Kina     | 1    | 0    | 0      | 1     |
| 6.    | Rusland  | 0    | 1    | 2      | 3     |
| 7.    | Canada   | 0    | 1    | 1      | 2     |